# Uldale
Uldale är en ort i civil parish Ireby and Uldale] i grevskapet Cumbria i England. Orten är belägen 15 km från Cockermouth. Uldale var en civil parish fram till 1934 när blev den en del av Ireby. Parish hade 217 invånare år 1931.